# Fashion influencer
Un fashion influencer (o influencer di moda) è un personaggio che utilizza i social media per mostrare contenuti relativi principalmente al mondo della moda. Godendo di un gran numero di follower virtuali, riesce a influenzare l'opinione del pubblico riguardante appunto la moda.
I produttori di articoli di moda - abiti, gioielli, accessori, scarpe ecc. - sfruttano gli influencer chiedendo loro di partecipare alle proprie sfilate, feste o altre attività promozionali di vario genere, oppure facendo loro indossare gli abiti delle linee di moda per poi sponsorizzarli al pubblico sui social media. In questo modo, stilisti e produttori riescono a raggiungere un pubblico ancora più ampio di persone, le quali si ispirano a quello che vedono indossato e usato dai profili che seguono sui social.
Le regole di alcuni social network prevedono che, nel caso in cui la pubblicazione di contenuti avvenga dietro compenso da parte di un marchio, l'influencer debba etichettare i propri post come contenuti pubblicitari o sponsorizzati.
La rivista economica Forbes ha identificato gli influencer come "i nuovi endorsement delle celebrità", una sorta di intermediario. Rispetto alle celebrità tradizionali, tuttavia, gli influencer sembrano avere un rapporto più stretto con il loro pubblico. Come sottolineano Jung von Matt, Brandnew IO e Facelift, "le interazioni quotidiane su più canali, attraverso foto, storie o incontri dal vivo, creano una forma di vicinanza e fiducia che rendono gli influencer spesso più tangibili delle celebrità tradizionali". Si crea molta più confidenza, il pubblico percepisce gli influencer come più vicini e più autentici, soprattutto quando questi ultimi condividono anche contenuti più organici e autentici a proposito della loro vita privata, delle loro giornate, della loro routine.
Nel 2017 Forbes ha nominato Chiara Ferragni, Danielle Bernstein, Julia Engel, Gabi Gregg, Jenn Im, Susanna Lau, Nicolette Mason, Simone Zippi Stardust, Aimee Song e Bryan Yambao (noto anche come Bryanboy) come i migliori influencer della categoria moda.

## Storia
All'inizio del 2000, i blog di moda ospitavano sostanzialmente contenuti personali: erano nati come forma di hobby di appassionati di moda per condividere le idee sulle ultime tendenze o come apripista per un futuro lavoro nel settore della moda tradizionale. Tuttavia, si trattava sempre di un lavoro autoprodotto e fruibile gratuitamente, non c'era alcuna forma di guadagno che potesse tornare a chi creava tali contenuti. I blogger con profili seguiti da un ampio pubblico impararono poi a monetizzare i loro contenuti per cominciare a trarne un guadagno.
La successiva diffusione di nuove piattaforme di social media come Instagram, Twitter, Facebook, YouTube, Pinterest e TikTok ha poi permesso ai blogger di raggiungere un pubblico più vasto e di avere una relazione ancora più stretta con i loro fan. Alcuni hanno anche chiuso i loro blog, vedendo che il traffico si spostava su altre piattaforme (effettivamente i blog, su cui si pubblicano tendenzialmente solo testi scritti, hanno perso sempre più popolarità tra il pubblico, il quale preferisce contenuti più brevi, concisi e dinamici). Secondo la ricercatrice Emily Hund, "L'economia influenzatrice dei social media ha guadagnato rapidamente terreno negli ultimi anni, in particolare su piattaforme come Instagram e Pinterest, la cui natura ricca di immagini si presta facilmente al commercio". Con i social media sono poi nati anche influencer che hanno ottenuto successo senza aprire prima un blog personale, come Jenn Im, diventata un'influencer di moda grazie al suo canale su YouTube, oppure l'influencer tedesca Pamela Reif grazie a Instagram.
Nel 2017, Instagram è stata la piattaforma di social media con il più alto raggio d'azione per gli influencer di moda. Forbes ha valutato che i dieci influencer più famosi messi insieme hanno generato complessivamente 23,3 milioni di visualizzazioni su Instagram. L'industria della moda ha avuto la quota più alta sul marketing grazie agli influencer di Instagram negli Stati Uniti. La sua quota, circa il 61%, ha influito inoltre su altri settori che investono nel marketing degli influencer, come viaggi (8%) e cibo e bevande (7%). L'industria della moda spende circa 1 miliardo di euro all'anno in post sponsorizzati da Instagram.
Entro il 2019, molti influencer di moda hanno avuto accesso ad un "account armadio" (closet account in inglese) dedicato a loro sui social media: si tratta di un account creato (da loro stessi, da persone che lavorano per loro, o da follower esterni particolarmente appassionati e attenti) per identificare i capi indossati dagli influencer e cercare i siti web in cui è possibile acquistarli. In tal modo, i closet account amplificano il potere di marketing degli influencer e aiutano a modellare le tendenze del business.

## Business
Gli influencer di moda generano reddito attraverso la cooperazione con marchi e link di affiliazione in termini di product placement: i fashion influencer, in sostanza, sono pagati per posare con prodotti specifici (capi d'abbigliamento, prodotti di bellezza, make-up) sui loro canali social, segnalando di conseguenza i post sponsorizzati per distinguerli da quelli non remunerati.
Il valore economico di un influencer di moda si misura più comunemente in base al numero di follower ma sono aspetti chiave anche la demografia del loro pubblico, il tasso di coinvolgimento e l'adattabilità tra influencer e marchio. Quest'ultimo, in particolare, è il presupposto necessario affinché gli influencer lavorino con un marchio: difatti, poiché migliaia di persone li seguono per la loro personalità e il loro stile autentico, gli influencer devono essere in grado di identificarsi con il marchio per poterlo raccomandare in modo convincente e non perdere credibilità e fiducia. Molti influencer affermano di lavorare esclusivamente con i marchi che rientrano nei loro gusti personali e che raccomanderebbero comunque anche senza compenso. Ad esempio, l'influencer Camille Charrière avrebbe rifiutato un'offerta a 5 cifre di Macy's affermando di non riuscire a identificarsi con gli abiti: "In fin dei conti, sto vendendo il mio gusto e il mio occhio - se faccio cose fuori marchio perderò il rispetto [dei mei follower,ndr]".

### Compensi degli influencer di moda

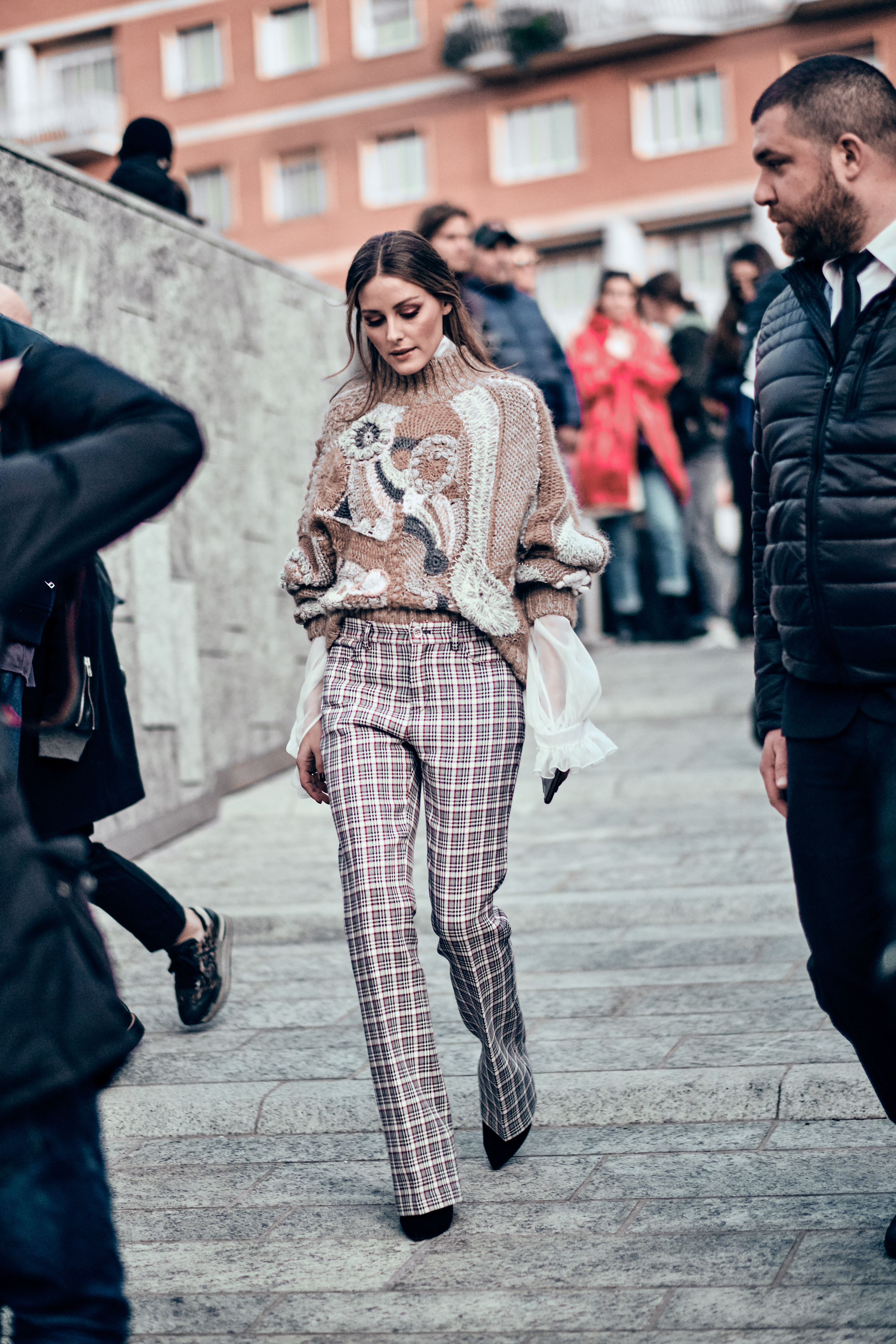
L'influencer e imprenditrice di moda Olivia Palermo alla settimana della moda di Milano del 2019

Il reddito generato dagli influencer di successo tramite le loro attività sui social media consente loro di concentrarsi esclusivamente sulla carriera social senza bisogno di mantenersi con un lavoro al di fuori dal mondo virtuale. La fashion influencer tedesca Xenia van der Woodsen (xeniaoverdose) ha lasciato il suo lavoro a tempo pieno presso un fondo fiduciario quando si è resa conto che avrebbe potuto guadagnare più soldi con un singolo post su Instagram piuttosto che lavorare per un'intera giornata in qualsiasi posto di lavoro "tradizionale".
Tuttavia, si è generata un po' di confusione quando, nel 2015, l'influencer di moda Danielle Bernstein ha parlato del suo reddito a sei cifre; in questo caso, i dati finanziari sul business dell'influencer risultavano relativamente scarsi e incoerenti. Nel 2017, uno studio di Jung von Matt, Brandnew IO e Facelift ha tuttavia rivelato che un reddito così elevato è comunque raro tra gli influencer: solo otto dei 1 200 influencer intervistati guadagnano in media tra i 10 000 e i 25 000 dollari per campagna e solo tre di loro superano i 25 000 dollari. Anche se i principali influencer di moda in Germania guadagnano più di un milione di euro all'anno, la maggioranza guadagna meno di 1 000 euro per campagna.
La maggior parte degli influencer riceve uno stipendio, ma soltanto il 20% di loro realizza cooperazioni con i marchi in cambio di omaggi. Lo stipendio dipende principalmente dal numero di follower: più alto è il numero di follower, maggiore è la fascia retributiva. Il prezzo di una collaborazione dipende anche dai termini del contratto (ad esempio, se si tratta di un post Instagram una tantum o di una partnership a lungo termine che comprende diversi post). Xenia van der Woodsen, uno dei tre maggiori esponenti della moda tedesca nel 2017, accetta nella maggior parte dei casi solo cooperazioni a lungo termine. Secondo la sua esperienza, i post di campagne a lungo termine appaiono più autentici e credibili, mentre i singoli contenuti a pagamento si distinguono come mere pubblicità.

#### Link di affiliazione
I link di affiliazione consentono ai fashion influencer di guadagnare denaro su commissione. La procedura è stata introdotta da Amber Venz Box nel 2011 con il suo programma RewardStyle che permette ai blogger di inserire nei propri post i link individuali che conducono i consumatori al sito web dove possono acquistare direttamente il prodotto. Se un cliente acquista qualcosa nel negozio associato al link, l'influencer riceve una commissione sulla vendita. Tuttavia, da quando il traffico ha iniziato a spostarsi su Instagram, questa tecnica non ha più funzionato, perché Instagram non permette di inserire link nelle descrizioni dei post e nelle immagini. Box ha così creato, nel 2014, una nuova app per Instagram, Snapchat e Pinterest chiamata LIKEtoKNOW.it che, utilizzando lo screenshot della foto di un influencer, è in grado di fornire agli utenti tutti i dettagli di un certo prodotto.

### L'impatto dei fashion influencer sui marchi della moda
I marchi di moda utilizzano la portata e la reputazione positiva degli influencer implementando il marketing di influenza. Gli influencer diffondono i messaggi del marchio, ne aumentano la consapevolezza, contribuiscono alla sua immagine positiva e ne favoriscono le vendite taggandoli nei propri post.
Sebbene i dati che dimostrano la correlazione diretta tra le campagne degli influencer e le vendite siano scarsi, il successo delle piattaforme di affiliazione come RewardStyle e gli esempi di successo come la campagna #mangogirls indicano che l'impegno degli influencer influisce concretamente sulle vendite: ad esempio, nella campagna #mangogirls, diversi influencer hanno scelto autonomamente come pezzo preferito lo stesso mantello della collezione Mango e lo hanno presentato su Instagram: il cappotto è diventato virale e ha registrato il tutto esaurito.

## Critiche
I fashion influencer sono stati spesso criticati per la loro mancanza di trasparenza sui post sponsorizzati. Spesso è difficile distinguere i post in cui gli influencer condividono le raccomandazioni dei prodotti gratuitamente dai casi in cui invece si tratta di collaborazioni a pagamento: gli influencer dovrebbero contrassegnare un post sponsorizzato con hashtag come #ad o #sponsored, ma non di rado usano hashtag meno ovvi come #sp o non ne utilizzano affatto.
A causa di questa mancanza di trasparenza, all'inizio del 2017 la U.S. Federal Trade Commission (FTC) ha inviato decine di lettere di avvertimento agli influencer di Instagram e ai marketer, fornendo loro ulteriori indicazioni su come divulgare la pubblicità e i post sponsorizzati. Seguendo le regole della FTC, gli hashtag come #ad devono apparire prima del pulsante "more" e non possono essere annegati in una marea di altri hashtag. Quindi, "chiunque sostenga un marchio deve dichiarare in modo chiaro e visibile i collegamenti a esso, ad esempio se i prodotti sono stati dati in omaggio, se è stato effettuato un pagamento per l'avallo o se esiste un rapporto commerciale o familiare".
Nel giugno 2017, Instagram ha lanciato un nuovo sistema di divulgazione con cui gli utenti possono taggare gli sponsor in un post. Se il marchio conferma la relazione commerciale, il post viene contrassegnato in alto con un tag "partnership a pagamento".